# Доеси
Доеси (груз. დოესი) — село в Грузии, на территории Каспского муниципалитета края (мхаре) Шида-Картли.

## География
Село находится в центральной части Грузии, на правом берегу реки Куры, на расстоянии приблизительно 12 километров (по прямой) к западу от города Каспи, административного центра муниципалитета. Абсолютная высота — 579 метров над уровнем моря.

## Население
По результатам официальной переписи населения 2014 года, в Доеси проживало 2323 человека (1152 мужчины и 1171 женщина). В национальной структуре населения грузины составляли 99,3 %, осетины — 0,2 %, русские — 0,2 %.
| Год  | Население, человек |
| ---- | ------------------ |
| 2002 | 2818               |
| 2014 | ↘ 2323             |